# Bairdiella sanctaeluciae
Bairdiella sanctaeluciae är en fiskart som först beskrevs av Jordan, 1890.  Bairdiella sanctaeluciae ingår i släktet Bairdiella och familjen havsgösfiskar. Inga underarter finns listade.